# Ołeh Bereziuk
Ołeh Romanowycz Bereziuk (ukr. Олег Романович Березюк; ur. 8 października 1969 we Lwowie) – ukraiński psychiatra i polityk, deputowany do Rady Najwyższej i przewodniczący frakcji parlamentarnej Samopomocy.

## Życiorys
Absolwent Lwowskiego Narodowego Uniwersytetu Medycznego. W latach 90. kształcił się w Stanach Zjednoczonych na University of Illinois at Chicago. Przez kilka lat praktykował jako psychiatra, w 2000 został nauczycielem akademickim na macierzystej uczelni. Przez dziesięć lat (1996–2006) był gospodarzem programu Dawajte pohoworymo nadawanego w stacji radiowej Lux FM.
W latach 2006–2014 związany z lwowskim samorządem. Był radnym miejskim, od 2007 do 2012 kierował biurem mera. W 2012 został dyrektorem departamentu ds. pomocy humanitarnej, a także pełniącym obowiązki zastępcy mera. Należał do założycieli Samopomocy jako organizacji pozarządowej (2004) i następnie partii politycznej (2012). W przedterminowych wyborach parlamentarnych w 2014 z listy krajowej tego ugrupowania uzyskał mandat posła VIII kadencji. Objął następnie funkcję przewodniczącego frakcji parlamentarnej Samopomocy.